# Испано-чаморрские войны
Испано-чаморрские войны, также известные как Войны чаморро — серия вооружённых конфликтов конца XVII века между чаморро, коренным населением Марианских островов, и Габсбургской Испанией, стремившейся установить на островах колониальное присутствие. Закончились победой Испании.

## История
Гнев чаморро, вызванный прозелитизмом со стороны первой постоянной миссии на Гуаме, которую возглавлял Диего Луис де Сан Виторес, и ряд культурных недоразумений привели к усилению беспорядков на Гуаме и последовавшей за ними осаде чаморро католической миссии в Хагатне, спровоцированной мага’лахи (вождём) Хурао в 1670 году. Эта осада не удалась, но незатихающие конфликты вскоре привели к тому, что де Сан-Виторес был убит вождём Мата’пангом (1672). В 1674 году командир гарнизона Дамиан де Эсплана провёл жестокую кампанию по подавлению очагов повстанческого движения. Франциско де Ирисарри-и-Вивар, который был первым губернатором испанских Марианских островов, прибыл на Гуам в июне 1676 года и продолжил кампанию де Эспланы по принуждению чаморро к признанию испанского владычества, жестоко наказывая всех, кто нападал на колониальные силы. Действия испанцев привели к ещё одному открытому восстанию под предводительством Агуалина и второй осаде Хагатны. В июне 1678 года прибыл новый испанский губернатор Хуан Антонио де Салас, который начал эффективную политику военных кампаний против центров сопротивления, вознаграждая деревни, сдавшие «преступников». Испанцы переселили жителей острова из 180 деревень в семь городов; беспокойные деревни на севере, которые давали убежище повстанцам, обезлюдели. К началу 1680-х годов Гуам был в значительной степени «умиротворён».
Имея в руках Гуам, испанцы надеялись распространить контроль на Северные Марианские острова. Сначала они оккупировали остров Рота, где провели быструю военную кампанию в 1680 году, которую возглавил Хосе де Кирога-и-Лосада, после чего в 1682 году население Роты было разделено на два города. Испанцев приветствовали на Тиниане, но на Сайпане они были вынуждены провести кампанию против вооружённого сопротивления. После успешного подавления мятежных деревень на Сайпане войска под командованием де Кироги начали строительство форта, чтобы укрепить контроль над территорией. Однако из-за того, что большинство испанских солдат находилось на севере, на Гуаме вспыхнуло восстание. Йула возглавил внезапную атаку на миссию Хагатны 13 июля 1683 года, убив главу миссии иезуитов, тяжело ранив губернатора Дамиана де Эсплана и убив четырёх солдат, прежде чем силы нападавших были отброшены. Вскоре большой отряд чаморро начал третью осаду Хагатны. Тем временем воины с Тиниана и Сайпана объединили силы, чтобы атаковать отряд де Кироги на Сайпане, который был вынужден укрыться в своём частично построенном форте. Де Кирога находился в осаде до ноября, после чего ему удалось бежать и отплыть на Гуам, где он снял осаду с Хагатны. Затем испанцы провели серию кампаний против сопротивляющихся деревень на Гуаме и казнили повстанцев.
Испанцы не пытались контролировать Северные острова до 1694 года, когда де Кирога вновь захватил Сайпан. При дальнейшей экспансии испанцы в этот раз столкнулись с активным вооружённым сопротивлением на Тиниане. После подавления мятежа де Кирога приказал переселить население Тиниана на Гуам. Тиниан вскоре опустел. Заключительным этапом испано-чаморрских войн стала военная экспедиция 1698 года против восьми небольших северных Марианских островов. Их жители были переселены на Гуам в 1699 году, что завершило покорение и консолидацию Марианских островов испанцами.

## Предпосылки

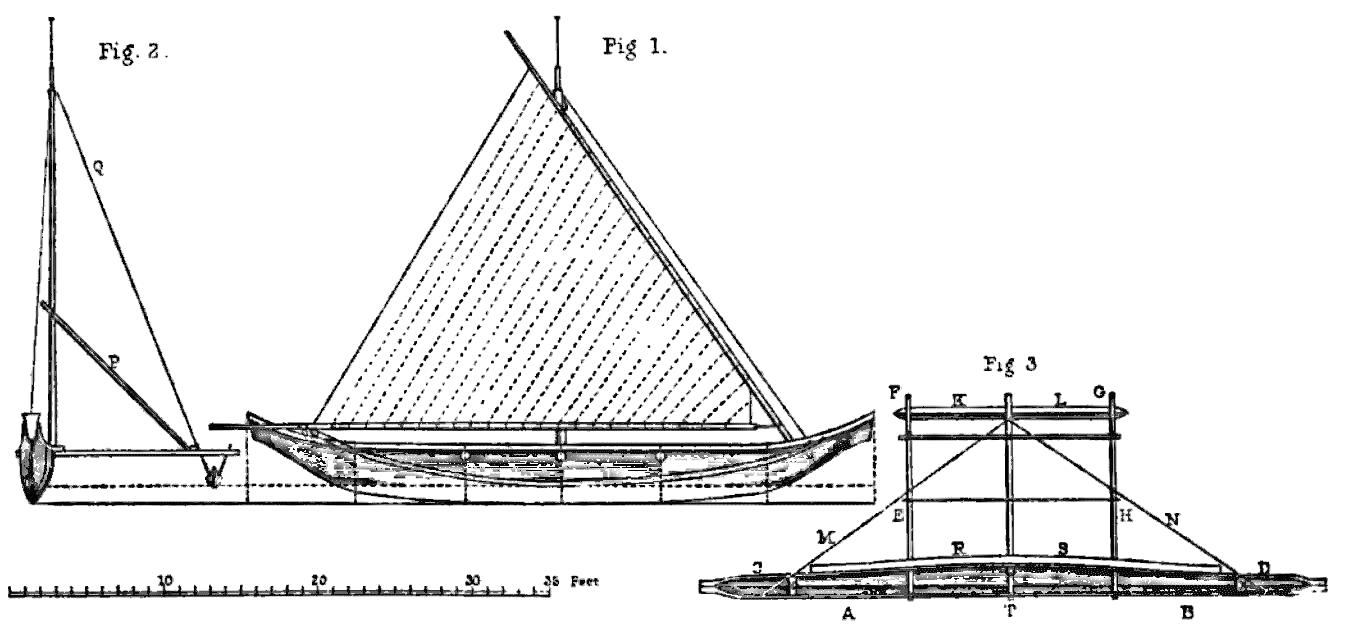
Схема устройства сакмана.

Древний народ чаморро был организован в расширенные семейные группы по материнской линии, разделённые на три иерархических класса. Мореходное мастерство чаморро и сакман произвели большое впечатление на первых испанских моряков, высадившихся на Марианских островах. В описании 1668 года сообщалось, что на Гуаме было около 180 автономных деревень с общим населением острова от 35 000 до 50 000 человек. Существует очень мало археологических свидетельств войн между древними чаморро. Хотя некоторые камни латте были расположены вдоль вершин хребтов, что позволяло легко обнаруживать приближающихся воинов, неясно, были ли они размещены там для защиты или просто потому, что находились вдоль дорог. В качестве оружия древние чаморро предпочитали пращу, а в ближнем бою — копья с закалёнными или зазубренными наконечниками, сделанными из человеческой берцовой кости, которые часто вызывали инфекции у раненых. Доспехи состояли из пальмовых листьев, надетых на голову и грудь. Мальчики и юноши соревновались в метании копья и обращении с пращой. Ранние европейские отчёты описывают войну чаморро как крайне дезорганизованную, мелкомасштабную и вызванную незначительными спорами, например, по поводу вырубки фруктовых деревьев. Сражения обычно длились до первой смерти, после чего семья убийцы предлагала панцирь черепахи или другие ценные предметы семье погибшего воина, чтобы восстановить мир.
Марианские острова были первыми островами в Тихом океане, которых достиг Фернан Магеллан в 1521 году. Но лишь в 1565 году Мигель Лопес де Легаспи официально провозгласил суверенитет Испании над Марианскими островами. Гуам стал постоянным местом захода торговых галеонов, курсировавших между Акапулько и Манилой и перевозивших серебро из Новой Испании для обмена на шёлк и фарфор из Китая. Постоянное испанское присутствие не было установлено до 15 июня 1668 года, когда миссионер из Мексики (которая на тот момент была колонией Испании) Диего Луис де Сан-Виторес высадился в деревне Хагатна с отрядом, состоявшим из 31-го человека, включавшим, в том числе, ещё пять миссионеров-иезуитов. Немногие из испанских солдат умели обращаться с привезённым ими огнестрельным оружием. Поскольку де Сан-Виторес был впечатлён мягкостью и миролюбием чаморро во время своего первого визита на остров, он утверждал, что привлечение к этой миссии опытных солдат приведёт к ещё большему конфликту: «Опыт показал, что солдаты не довольствуются обеспечением проповедников, а совершают грабежи». На следующий день вождь Кепуха из Хагатны устроил пир в честь прибытия испанцев. Миссионеры крестили двадцать трёх островитян, в основном, маленьких детей. Де Сан-Виторес отказался ставить частокол или другое укрепление вокруг миссии, так как это противоречило Евангелию и посланию мира, которое они с собой несли. На территории миссии была организована школа — первое официальное учебное заведение, созданное в Тихоокеанском регионе.
Через несколько дней после прибытия произошло первое столкновение, когда вооружённый копьём чаморро угрожал работнику миссии, который пытался разрушить святыню из черепов предков по приказу миссионеров. Хотя испанцы не удосужились записать религиозные верования чаморро, учёные предполагают, что их система верований была похожа на систему верований других островитян, то есть в значительной степени основывалась на подношениях духу-предку, защищавшему дом и отдельных людей. Чаморро также почитали своих жрецов — makana, которые считались опытными посредниками в общении с духами-хранителями. Испанцы не только уничтожали святилища черепов, но и явно подрывали авторитет makana, считая их «колдунами».

## Первая осада Хагатны (1670)

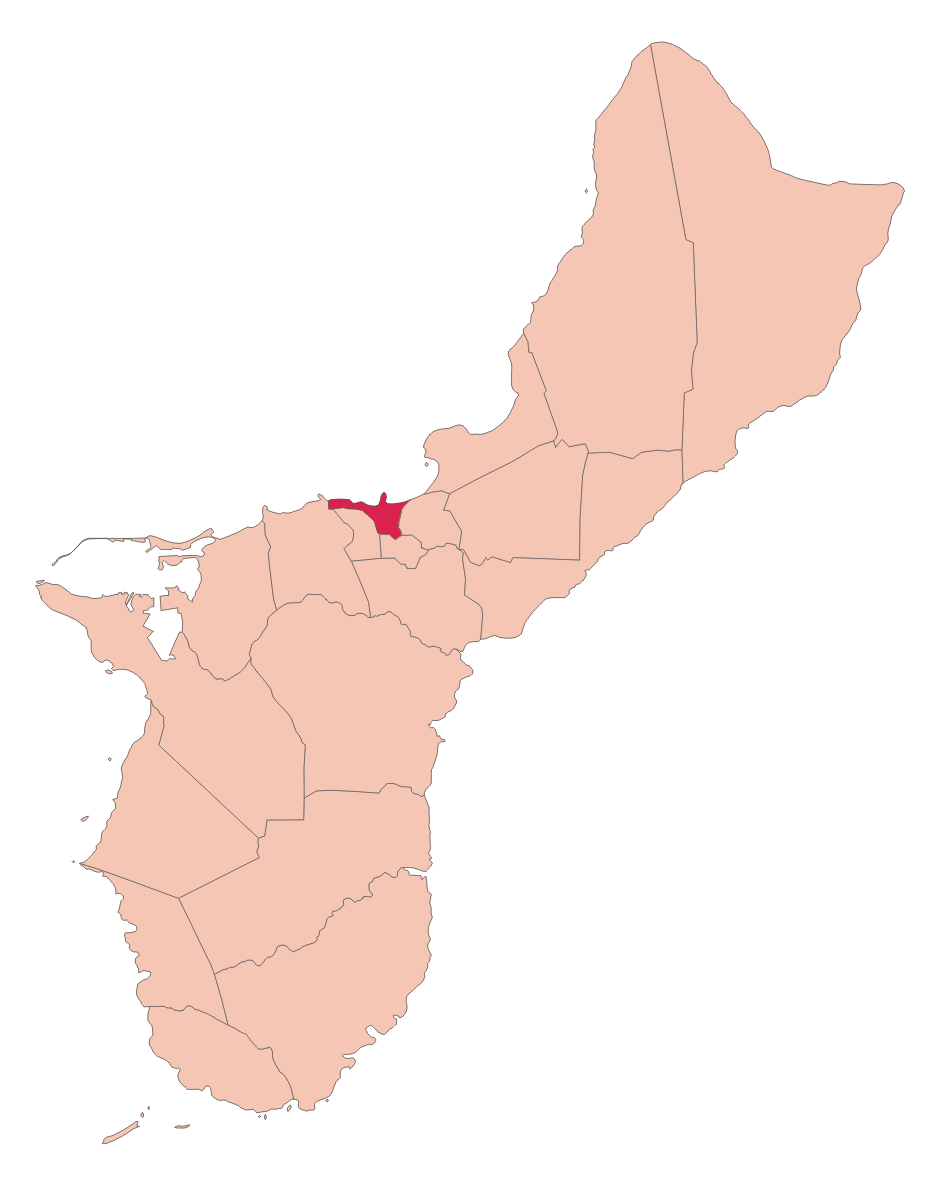
Расположение Хагатны на Гуаме.

Первым актом насилия против миссии было жестокое нападение в августе 1668 года на миссионера отца Моралеса на Тиниане. Он попал в засаду и был ранен копьём в ногу, когда шёл крестить умирающего. Через пять дней двое помощников отца Моралеса были убиты: чаморро, перевозившие их на сакманах, внезапно напали на них с мачете. На Гуаме отец Луис де Медина был жестоко избит при посещении одной из отдалённых деревень. Миссионеры обнаружили, что деревни на Гуаме, которые ранее приветствовали их, теперь застилали им тропы кустами, отказывались давать традиционную приветственную пищу хлебного дерева и даже встречали их с оружием.
Испанцы решили, что отношение местных жителей к ним изменилось из-за слухов, которые распространял китаец по имени Чоко, потерпевший кораблекрушение на Сайпане: он рассказывал, что вода, которую миссионеры использовали для крещения, была отравлена. Эта история была правдоподобна для тех деревень, чей единственный контакт с миссионерами заключался в крещении смертельно больных или новорождённых, смертность среди которых была высокой. В современных испанских источниках говорится, что чаморро в районах, которые регулярно взаимодействовали с миссионерской группой, таких как Хагатна, похоже, не верили этим историям.
Вспышка насилия заставила де Сан-Витореса пересмотреть своё отношение к вооружённой силе. Он отправил письмо на Филиппины с просьбой прислать ещё 200 человек, на этот раз вооружённых, а также прося, чтобы манильские галеоны были готовы «понести урон и исправить любые несчастья, которые могут произойти». В 1669 году де Сан-Виторес привёл дюжину вооружённых членов своей миссии, а также нескольких новообращённых чаморро, на Тиниан, пытаясь остановить войну между двумя деревнями, которая угрожала дестабилизировать там миссионерские усилия. Когда одна из противоборствующих групп совершила внезапную атаку на группу миссии, трое нападавших были убиты. Это был первый официально зафиксированный случай убийства чаморро испанцами.
В начале 1670 года отец Медина и его катехизатор Иполито де ла Крус были убиты на Сайпане, когда готовились крестить больного ребёнка. Затем, в июле 1671 года, работник миссии в Хагатне был убит, когда вышел за пределы деревни, чтобы нарубить дров для изготовления крестов. Испанцы арестовали подозреваемых в убийстве и намеревались провести справедливый суд, но чаморро не поняли эту концепцию. Испанский историк пишет: «Варвары были так сильно оскорблены правосудием, которому они были чужды, что вели себя так, как будто скорее были бы убиты без суда, чем арестованы и допрошены».
Возмущение на суде сочеталось с гневом на разрушения родовых святилищ и притеснения makana и побудило жителей Хагатны к открытому конфликту. Хурао, житель деревни из высшей касты, начал собирать воинов изо всех соседних деревень. В ответ на угрозу испанцы, наконец, возвели деревянный частокол с двумя башнями. Хотя испанцы смогли быстро арестовать Хурао, вскоре им противостояло примерно 2000 воинов чаморро. В то время как военный глава миссии Хуан де Санта-Крус выступал за нападение, де Сан-Виторес настаивал на попытке умилостивить нападавших подарками в виде еды и панцирей черепах. Осаждающие чаморро вели себя в основном в соответствии с нормами ритуальной островной войны, характеризующейся церемониальной позой, демонстрацией физической силы и избеганием всеобщей битвы, которая могла привести к тяжёлым потерям. Через месяц сильный тайфун положил конец осаде, за день унеся жизней больше, чем вся битва до этого. В ходе осады чаморро потеряли пятерых человек. Если сопоставить это число с восемью смертями чаморро в результате боевых действий, зарегистрированными испанцами за предыдущие три года, то можно сделать вывод, что осада считалась страшно кровавой по стандартам традиционной войны чаморро.
Через пять месяцев после снятия осады де Сан-Виторес запросил дополнительные войска и удвоил свои миссионерские усилия в направлении Северных островов. Однако он, похоже, считал, что простое присутствие дополнительных солдат обеспечит мир. Испанцы не предприняли никаких усилий, чтобы наказать или задержать виновных в нападениях на миссионеров или осаде Хагатны.

## Смерть де Сан Витореса (1672)

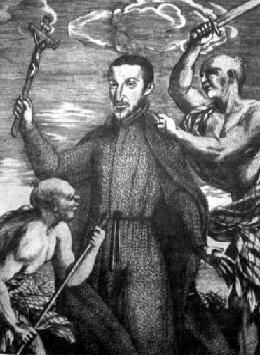
Мученичество блаженного Диего Луиса де Сан-Витореса.

В марте 1672 года молодой член миссии Диего Базан был убит в Чочого, деревне внутри страны, которая была центром антииспанского сопротивления. На следующий день два филиппинских катехизатора и сопровождавшие их испанские солдаты также попали в засаду и были убиты в Чочого. Несколько дней спустя де Сан Виторес возвращался в Хагатну из южной деревни Нисичан, где инспектировал строительство новой церкви. По пути он и его филиппинский катехизатор Педро Калунгсод остановились в деревне Тумон. Старейшиной в деревне был Мата’панг, которого де Сан-Виторес ранее вылечил от серьёзной болезни, после чего крестил, но с тех пор Мата’панг разочаровался в испанцах. Разъярённый предложением де Сан-Витореса крестить его дочь, Мата’панг заявил, что Сан-Виторес сделает лучше, если перестанет убивать их детей и разрушать их святилища, и что, если иезуит не уйдёт немедленно, то он его убьёт. Когда Мата’панг ушёл за оружием и стал созывать своих воинов, де Сан Виторес вошёл в его дом и крестил девушку. Де Сан-Виторес и Калунгсод были убиты разъярённым Мата’пангом и Хурао.
В ответ испанцы предприняли карательную атаку на Тумон, сожгли несколько домов и сакманов. Однако испанская колонна была атакована с обоих флангов, когда она переходила вброд воды залива Тумон, потеряв трёх солдат при двух погибших чаморро. Через месяц Хурао был схвачен и казнён одним из испанских ополченцев.
Франсиско Солано, иезуит, ставший главой миссии после смерти де Сан-Витореса, продолжал политику примирения, отчасти из-за осознания слабости миссии. Из изначального числа членов миссии в живых остался только двадцать один человек, и у них на всех было всего тринадцать мушкетов. Солано был обеспокоен тем, что, если враждебные чаморро поймут, насколько неточными были мушкеты испанцев, они сокрушат миссию. Он запретил персоналу миссии посещать север Гуама, который стал опасно враждебным, и высказывал опасения, что южные деревни тоже скоро отвернутся от христиан. Ещё двое филиппинцев были убиты на Роте, острове к северу от Гуама, примерно через месяц. Вскоре Солано скончался от туберкулёза, всего через два месяца после смерти де Сан-Витореса.

## Испанские репрессии (1674—1676)
После беспорядков 1672 года следующий год был спокойным. Однако в феврале 1674 года миссионер отец Франсиско Эскерра и пятеро из шести его товарищей были убиты на пути из Уматака в Фууну, деревню недалеко от Ороте-Пойнт. В июне 1674 года манильский галеон, посетивший остров, привёз Дамиана де Эсплана, военного офицера с 23-летним опытом службы в колониальном Чили. Де Эсплану немедленно поставили во главе гарнизона из двадцати одного ополченца.
В отличие от настоятелей-иезуитов до него, де Эсплана считал, что «для блага христианской общины необходимо показать пример наказания, которое предупредит варваров, которых мягкость только сделала более смелыми». В качестве первого примера де Эсплана угрожал выбрать жителей Чочого, центра антииспанского сопротивления, если они не разрешат свободный доступ в деревню персоналу миссии. Чаморро отказались, и де Эсплана приказал провести ночную атаку на деревню и убить всех, кто сопротивляется. Испанцы зафиксировали, что в ночной неразберихе были убиты несколько мужчин, а также одна женщина. Две недели спустя испанцы снова напали на Чочого, сожгли несколько домов, уничтожили множество копий и убили двух чаморро. В ноябре 1674 года де Эсплана возглавил экспедицию в Тумон, жители которого отказывались от перехода в католицизм. Обнаружив деревню заброшенной, он догнал убежавших чаморро, при этом казнив воина, убившего члена миссии пару лет назад. Мертвеца он приказал расчленить и повесить между двумя шестами в назидание другим сопротивляющимся чаморро.
В январе 1675 года де Эсплана напал на север Гуама и сжёг сопротивлявшиеся деревни Сидия и Ати. Согласно испанским записям, де Эсплана «сбросил с крутого склона нескольких туземцев, которые пытались помешать ему пройти». Де Эсплана присоединился к союзным силам вождя Антонио Айхи, чтобы уничтожить Сагуа, жители которой ранее убили одного из иезуитов. Продолжая двигаться на юг, де Эсплана сжёг деревни Наган и Хинка, причастные к смерти другого иезуита. Чаморро попытались устроить засаду испанцам, когда те подошли к Тачучу, недалеко от Меризо, но де Эсплана убил одного чаморро, а затем схватил и казнил вождя Тачуча в качестве предупреждения другим повстанцам. Иезуиты были в восторге от своего нового военачальника, который считался спасителем миссии. Помимо нового командующего, в 1675 году на Гуам прибыло ещё двадцать испанских солдат.
В декабре 1975 года в Ритидиане были убиты иезуит и два помощника миссии-мирянина после того, как они отругали группу молодых людей, пытавшихся проникнуть в публичный дом. Группа мужчин в Ритидиане также сожгла все здания миссии в деревне. Испанские записи свидетельствуют о том, что пожилые жители деревни не одобряли эти действия, но не смогли их остановить. В следующем месяце иезуит был убит в Упи воином чаморро, который обвинил его в обмане при торговле. В ответ жители близлежащего Таррагуи, близкие к священнику, послали вооружённый отряд, чтобы вызвать Упи на битву. Не встретив сопротивления, силы Таррагуи сожгли дом убийцы и забрали тело священника для захоронения. 
В июне 1676 года Франсиско де Иррисари прибыл на Гуам и стал первым человеком, получившим титул губернатора Марианских островов, заменив де Эсплану в качестве военного командующего и главы миссии по гражданским делам. Он прибыл с четырнадцатью солдатами, в результате чего гарнизон увеличился до более чем 50 человек. Иррисари продолжил тактику де Эспланы и двинулся на Талисай, деревню вблизи от Агата. Он атаковал деревню, в результате чего погибли пять человек. Несколько недель спустя гарнизону пришлось подавить восстание в Ороте, которое было спровоцировано тем, что девушка чаморро, посещавшая миссионерскую школу и принявшая христианство, вышла замуж за одного из испанских ополченцев вопреки желанию своего отца. Де Иррисари повесил отца девушки в наказание за подстрекательство к мятежу и увёз новобрачных в Хагатну в целях их же безопасности.

## Вторая осада Хагатны (1676—1677)
К этому времени нападения испанцев на деревни стали главной причиной недовольства антииспанских чаморро. В конце лета 1676 года Агуалин, слепой представитель высшей касты чаморро из Хагатны, начал путешествовать по Гуаму, чтобы сплотить сопротивление, как и Хурао за пять лет до него. Помимо старых историй об убийстве детей, Агуалин рассказывал, что испанцы настраивали детей против тех, кто им сопротивлялся, а также, что своим противодействием публичным домам испанцы «лишали родителей хорошей цены, которую они получили бы за службы своих дочерей в этих домах. Вместо этого они стремятся выдать девочек замуж за своих помощников или солдат миссии», спрашивая: «Какая смерть хуже жизни, которой мы вынуждены жить?»
Примерно в это же время Айхи стал известен как самый происпански настроенный из вождей чаморро. Айхи обеспечил лояльность своей деревни и запретил проход через неё антииспанским чаморро. Среди других происпанских вождей были Игнасио Хинети из Синаханы и Алонсо Соон из Агата, которые возглавляли отряды в поддержку испанских атак на враждебные деревни. К этому времени по крайней мере в четырёх деревнях на Гуаме были миссионерские школы, ученики которых часто были яростно преданы испанцам. Ополченцы также начали жениться на женщинах чаморро, что ещё больше увеличило число чаморро, имеющих личные связи с миссией.
В конце августа 1676 года антииспанские чаморро подожгли церковь и помещения миссии в Айра’ане. Силы во главе с Иррисари выступили туда, оставив восемь солдат для защиты миссионеров в Ороте. Через неделю, когда миссионер из Ороте и солдаты отправлялись в Хагатну, на них напала большая группа вооружённых людей. Внезапно появились несколько местных рыбаков и предложили увезти испанцев на сакманах в безопасное место. После того, как испанцы поднялись на борт сакмана и отплыли далеко от берега, рыбаки перевернули лодку испанцев и перебили их в воде копьями и дубинками. Этот инцидент вызвал неуверенность в том, кому из чаморро можно доверять.
В ответ испанцы укрепили стены миссии Хагатны, построили новые сторожевые посты и изменили планировку зданий для повышения безопасности. Антонио Айхи прибыл с отрядом чаморро для помощи в обороне, но испанцы посоветовали ему уйти, опасаясь последствий для его деревни. В середине октября 1676 года Агуалин привёл отряд из 1500 человек к миссии, которую защищали 40 испанских ополченцев, вооружённых 18 мушкетами. Осада в значительной степени повторяла форму первой осады: чаморро ритуально выстроились за пределами досягаемости мушкетов, чтобы насмехаться над своим противником. Испанцы периодически совершали вылазки, убивая одного или двух чаморро, прежде чем осаждающие отступали, но лишь для того, чтобы вернуться и возобновить осаду, когда испанцы отойдут под защиту стен. Чаморро уничтожили кукурузное поле, которое кормило миссию, но испанцам удалось вырастить в частоколе достаточно урожая, чтобы выжить, к тому же во время осады Антонио Айхи и другие происпанские лидеры пытались доставить еду осаждённой миссии. Защитники легко отражали нерешительные попытки штурма до января 1677 года, когда осаждающие силы чаморро просто ушли. Агуалин ускользал от испанцев до 1679 года, но был узнан в одной из происпански настроенных деревень и убит.

## Испанские репрессии (1678)
В июне 1678 года прибыл новый губернатор Хуан Антонио де Салас с тридцатью дополнительными солдатами и немедленно возобновил жестокое подавление сопротивляющихся деревень. Де Салас напал на деревни Апото и Тупалао, сжёг их дотла, убил двух воинов чаморро и забрал их детей для зачисления в миссионерскую школу в Хагатне. Испанские силы встретили сопротивление в Фууне, убив неучтённое количество мужчин и спалив их дома. Де Салас продолжил свой путь в Ороте и Сумай (очаги антииспанского сопротивления) и сжёг их, после чего направился в Талофофо и Пикпук.
В ходе своей кампании испанцы сообщили населению, что если чаморро не выдадут своих убийц и мятежников, то любой, кто укрывает их, будет повешен, введя таким образом коллективные наказания. Испанцы пообещали, что соблюдение новых правил будет вознаграждено особым признанием, титулами и знаками власти, что было очень привлекательно для чаморро, поскольку их традиционная культура использовала аналогичные обозначения статуса. Часто испанцы назначали кого-то капитаном деревенской полиции, давали ему деревянный посох и поощряли нового капитана нанимать людей, которым он доверял, в качестве капралов, фактически создавая полицейские силы, которые отражали испанскую военную структуру. Испанцы ожидали, что эти деревенские силы помогут подавить восстания в других деревнях. Иезуиты записали, что чаморро с готовностью приняли новые правила, потому что «некоторые надеялись снискать расположение испанцев, другие добиться прощения за свои преступления, и все они надеялись на вознаграждение».
Новые стимулы вскоре привели к выдаче десятков «преступников», которых иногда приводили для публичной казни, а иногда убивали, прежде чем сдать их головы в качестве доказательства. В январе 1679 года Игнасио Хинете убил в Таррагуи трёх человек, причастных к более ранним беспорядкам. Хинете уведомил де Саласа, чтобы он послал кого-нибудь забрать головы, которые затем можно было бы прибить к стене миссии в качестве предупреждения другим мятежникам. В апреле 1680 года жители Роты отправили испанцам тело Мата’панга. Сопротивление чаморро было в значительной степени сломлено, а его остатки укрылись в отдалённых деревнях.

## Усмирение Гуама (1680—1681)

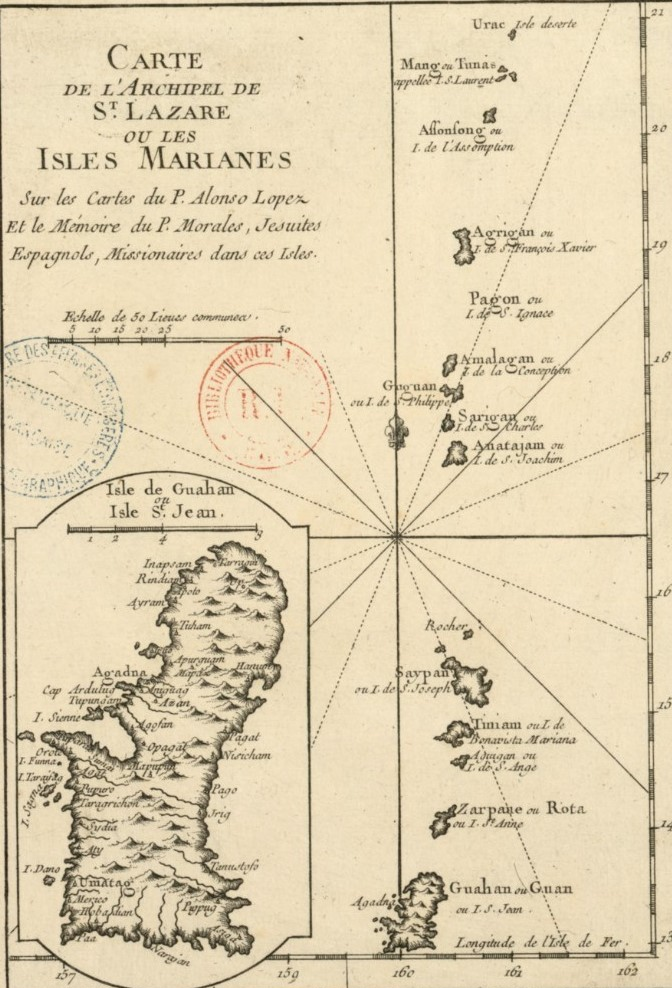
Испанская карта Марианских островов 1764 года

В июне 1680 года один иезуит писал, что на Гуаме «спокойно уже больше года», но что священники нуждаются в вооружённом сопровождении для безопасности и обеспечения передвижения по острову: «Миссия настолько зависит от оружия, что без него ничего нельзя сделать, потому что местные жители мало обращают внимания на миссионеров, когда они одни. Люди здесь реагируют только на страх». В конце 1679 года два священника в сопровождении 40 испанских солдат и 40 вооружённых союзников-чаморро покинули Хагатну, чтобы отправиться в деревни, которые не видели испанских гостей со времён военных действий 1676 года. Где бы они не появились, повсюду испанцы сжигали публичные дома, уничтожали черепа предков и копья, крестили детей и забирали их в миссионерскую школу в Хагатне. Многие деревни были покинуты жителями, но в большинстве случаев миссионеров встречали без опаски. Испанцев приветствовали в таких городах, как Таррагуи и Ритидиан. Некоторые деревни, такие как Ханум, отказались подчиниться, и испанцы в отместку сожгли там несколько домов.
Иезуиты были довольны происпанским и прохристианским изменением взглядов. В Ороте был зафиксирован случай, когда тело повешенного повстанца тащили маленькие дети, которые кидали в труп камнями, крича: «Умри, собака, умри! Ты отказался быть христианином!» Большинство жителей острова посещали церковь и регулярно приносили детей для крещения и тела для погребения. Церковь в Хагатне была перенесена за стены миссии и построена так, чтобы вместить 1000 прихожан. Кроме того, испанцам в значительной степени удалось консолидировать население. Жителей семи деревень возле Хагатны убедили поселиться в пределах пары миль от гарнизона, создав районы Синахана, Анигуа и Санта-Крус (ныне часть Восточной Хагатны). Весь центр города был окружён стеной, сначала деревянной, потом перестроенной из камня, с двумя воротами, обращёнными к морю и к холмам. За пределами Хагатны испанцы сосредоточили чаморро в шести городах с населением около 1000 человек в каждом: Паго, Агат, Инарахан, Уматак, Инапсан и Мапупун. В каждом из этих городов была церковь. Испанцы сжигали дома за пределами этих деревень, чтобы воспрепятствовать несанкционированному заселению, тем самым создавая систему, при которой люди жили в городах, но работали на отдалённых фермах и которая стала типичной для общества чаморро. Появление крупных поселений ускорило распространение смертельных болезней, вызвав несколько эпидемий: с 1680 по 1683 год на Гуаме и Роте было зарегистрировано 917 смертей от болезней по сравнению с примерно двадцатью случаями смерти чаморро в результате боевых действий за тот же период.
Де Салас неожиданно покинул Гуам в 1680 году, оставив во главе миссии Хосе де Кирога-и-Лосаду, младшего офицера. Год прошёл без особых происшествий, и в июне 1681 года прибыл Антонио де Саравиа. В отличие от предшественников, назначение де Саравиа губернатором было произведено непосредственно королём Испании, поэтому Гуам больше не подчинялся правлению Филиппин или Мексики. В качестве первого официального губернатора де Саравиа назначил Антонио Айхи вице-губернатором колонии и присвоил ему титул маэстро-де-кампо, что примерно соответствует званию полковника. Затем Айхи убедил вождей крупных деревень принести присягу на верность испанцам 8 сентября 1681 года. Затем эти вожди были назначены заместителями, чтобы представлять губернатора в регионах острова, и впоследствии они получили назначения старост и другие официальные должности в испанской администрации. Де Саравиа построил новые дороги, обучил чаморро новым ремёслам и завёл на острове домашний скот, ранее незнакомый чаморро, например, кур и коров.
Существенной проблемой испанцев было поведение самого гарнизона. С приходом де Эспланы солдаты начали действовать независимо от иезуитов. Между тем, новобранцы не были хорошо обучены и часто были преступниками, которым был предоставлен выбор: военная служба на Гуаме или тюрьма на Филиппинах. Хотя в 1680 году гарнизон увеличился до 115 человек, жалованье выплачивалось только 40 солдатам, а это означало, что каждый солдат получал треть своего ожидаемого содержания. Это привело к низкому моральному духу, попыткам найти деньги любыми возможными способами и общей недисциплинированности. Хотя иезуиты были благодарны за дополнительных солдат в начале боевых действий, поведение гарнизона всё больше приводило их в ужас. К 1680 году солдаты перешли от соблазнений девочек в миссионерской школе к изнасилованию деревенских женщин. Один иезуит в 1680 году писал: «Кражи, которые солдаты совершали среди индейцев, и другие вымогательства были бесконечны». Гнев чаморро на грабежи гарнизона с годами только рос.

## Усмирение Роты (1680—1682)
Когда Гуам был «умиротворён», испанцы направили своё внимание на контроль над Северными островами. В конце 1680 года де Кирога повёл войска к Роте. Он захватил нескольких лидеров повстанцев, которые позже были казнены, и отправил до 150 беженцев с Гуама, бежавших от беспорядков, обратно. В апреле 1681 года повстанцы из Инапсана, которые сожгли свою церковь и дом приходского священника, бежали на Роту. За ними последовал де Кирога, который с местной помощью оттеснил повстанцев в горы, после чего большинство из них сдались.
Затем испанцы приступили к реформированию Роты по образцу того, что уже было сделано на Гуаме. В марте 1682 года в Сосе (современный Сонгсонг) были построены церковь и дом приходского священника, второй город был заложен в Агусане. Население было сосредоточено в этих двух городах. Однако сопротивление всё же не умирало. В дверь приходского дома Соса было брошено копьё, а церковь в Агусане дважды в течение года сжигали. Однако миссионер в Агусане был уверен в окончательной победе католицизма: «Умершие принимают христианское погребение, а больные приносятся в церковь для таинств на плечах родных».
В начале 1682 года настоятель миссии отец Мануэль Солорзано отправился на север в сопровождении военных. На Тиниане и Агигане Солорзано крестил 300 младенцев. Однако его группа чуть не попала в засаду на Сайпане и мало чего добилась на острове, прежде чем была вынуждена повернуть обратно на Гуам из-за неблагоприятных ветров. Дважды в 1683 году де Саравиа пытался отправить миссии иезуитов на север, но две лодки, использовавшиеся испанцами, не выдержали непогоды.

## Последнее крупномасштабное сопротивление (1683)
Когда губернатор де Саравиа умер в ноябре 1683 года, Дамиан де Эсплана, вернувшийся на Гуам всего несколькими месяцами ранее, представил запечатанный приказ о назначении его следующим губернатором. Де Эсплана немедленно приказал де Кироге отправляться на север, чтобы завоевать Тиниан и Сайпан. В марте 1684 года отряд де Кироги, состоявший из 76 испанских солдат и, по крайней мере, стольких же союзников-чаморро покинул Хагатну. Их приветствовали на Тиниане, но они столкнулись с сильным сопротивлением на Сайпане. Десятки сакманов помешали лёгкой высадке. Один или два сайпанских воина и испанский солдат были убиты, прежде чем испанцы вынудили местных чаморро бежать вглубь острова. Продвигаясь на север, испанцы сожгли несколько деревень, которые всё ещё сопротивлялись. Один иезуит пишет, что один сопротивляющийся «был зарублен топором, а его тело повешено за ногу на дереве, чтобы внушать страх». Затем испанцы пересекли остров и двинулись на юг. Только деревня Арайао оказала серьёзное сопротивление, но их воины вскоре были разбиты, а испанцы забрали с собой голову одного из их предводителей. Кампания закончилась, де Кирога отправил 25 солдат, чтобы заставить подчиниться малонаселённые острова дальше на север, и в то же время время начал строительство форта на Сайпане.
Однако уменьшенный гарнизон в Хагатне искушал повстанцев, всё ещё находившихся на Гуаме. Вождь Йула (иногда упоминается как Йура) из Апургуана, недалеко от Тамунинга, сплотил других участников сопротивления из Ритидиана и Паго. Весть о восстании быстро распространилась. По воле случая большинство деревенских священников в это время направились в Хагатну на собрание и избежали смерти. Исключение составил священник Ритидиана, которого убили по приказу вождя, разгневанного тем, что священник настоял, чтобы дочь вождя вышла замуж в церкви. Однако многие чаморро на Гуаме встали на сторону испанцев. Повстанцы пытались убедить Игнасио Хинети присоединиться к ним, но он отказался. Мальчики, посещавшие миссионерскую школу, часто были на стороне священников и гарнизона.
13 июля 1683 года Йула и ещё около 40 человек, пряча оружие, проникли на территорию миссии, сделав вид, что пришли на мессу. Они убили нескольких солдат, двух священников-иезуитов и оставили тяжело раненого де Эсплану умирать. Нападавшие нанесли множественные ножевые ранения отцу Солорзано, главе миссии, и отрубили ему руку перед тем, как один из чаморро, работник миссии, вставший на сторону Йулы, перерезал священнику горло ножом. Учащиеся миссионерской школы убили ножами одного нападавшего. Испанцам удалось убить Йулу и отогнать повстанцев, потеряв 4-х испанских солдат убитыми и 17 тяжело ранеными.
Через несколько дней ещё большие силы повстанцев вернулись, чтобы попытаться захватить миссию, но были встречены защитниками, усиленными Игнасио Хинети и его союзниками-чаморро. Хинети убил нового лидера восстания, поместив его голову на столб. Однако нападавшие успели сжечь церковь и приходской дом и угрожали завалить стены. Иезуиты вооружились для защиты частокола, в конечном итоге вынудив нападавших отступить. Восставшие подстрекали чаморро как на Гуаме, так и на северных островах присоединиться к ним. Два иезуита, базировавшиеся на Роте, были убиты: один, когда он высадился на Тиниане, пытаясь предупредить де Кирогу о восстании, а другой — на Роте, повстанцами, приплывшими с Тиниана.
На Сайпане де Кирога ничего не знал о восстании, пока семнадцать солдат, которых он оставил на Тиниане, не были убиты, а их лодки сожжены. Объединённые силы воинов чаморро с Тиниана и Сайпана начали атаку, загнав солдат де Кироги в недостроенный форт. Их контратака вынудила противника отступить, однако вскоре повстанцы вернулись. Они несколько недель осаждали форт и предприняли три решительных атаки, пытаясь прорвать испанские позиции. Де Кирога потерял в боях четырёх солдат, а чаморро понесли «значительные потери». На тот момент испанские силы насчитывали 35 человек из первоначальных 75, начавших кампанию. В конце концов, в ноябре 1683 года де Кироге с остатками солдат удалось прокрасться к берегу и украсть сакман, на котором они отплыли обратно на Гуам.
Третья осада Хагатны длилась уже четыре месяца, когда прибыл де Кирога. В конце июля и в августе шли ожесточённые бои, и, по крайней мере, пять филиппинских солдат, женившихся на женщинах чаморро, дезертировали. Раненый губернатор де Эсплана стал нерешителен, и, вероятно, только благодаря поддержке происпанского ополчения чаморро гарнизон устоял против гораздо более крупных осаждающих сил. Однако у де Кироги была устрашающая репутация, и по его прибытии повстанцы отказались от осады. В течение нескольких месяцев после этого де Кирога преследовал повстанцев, сжигая новые деревни и казня их жителей, пока снова не установился шаткий мир. Последний всплеск насилия привёл к потерям около трети испанского гарнизона, от 45 до 50 человек убитыми, и, возможно, от 30 до 35 человек убитыми среди повстанцев-чаморро.

## Последние переселения
Де Эсплана превратился в жестокого параноика после того, как его чуть не убили в 1684 году. Он приказал солдатам «расстреливать на месте любого вражеского островитянина», в результате чего погибли двое детей в возрасте восьми и девяти лет, две больные женщины и немощный старик. Эсплана использовал свою должность, чтобы приобретать молодых девушек для сексуальной эксплуатации, и клал прибыль от торговли манильских галеонов в свой карман. В 1688 году, когда де Эсплана внезапно уехал в Манилу, де Кирога стал временным губернатором и попытался дисциплинировать солдат и заставить их отказаться от «распутной жизни, к которой они привыкли». Возмущённые солдаты взбунтовались и бросили де Кирогу в тюрьму. Только мольба главы миссии иезуитов остановила планы гарнизона казнить де Кирогу. Вскоре он был освобождён. Де Эсплана вернулся на Гуам в следующем году.
В конце концов гарнизон уступил требованиям миссионеров завершить завоевание Северных островов. В начале 1691 года де Эсплана, де Кирога и 80 солдат отплыли на Роту, где губернатор буквально умолял население о мире, прежде чем отдать приказ об отплытии обратно на Гуам. Это убедило иезуитов в том, что де Эсплана не способен взять остальную часть Марианских островов под контроль миссии. Тем не менее, к 1689 году количество испанских войск увеличилось до 160 человек, а Марианская миссия достигла максимума в двадцать иезуитов. Тем временем население чаморро на Гуаме продолжало страдать от завезённых извне болезней; в 1689 году население, до де Сан-Витореса составлявшее от 35 000 до 50 000 человек, сократилось до менее 10 000 человек.
Де Эсплана умер в августе 1694 года, и де Кирога использовал своё положение временного губернатора, чтобы, наконец, завершить завоевание Марианских островов. В сентябре де Кирога и 50 солдат отплыли на Роту, где преследовали жителей сопротивляющейся деревни в горах, пока те не сдались. Испанцы уничтожили их оружие и переселили на Гуам людей на 26-ти сакманах. В июле 1696 года де Кирога и 80 солдат, включая отряд ополчения чаморро, отплыли на Тиниан. Однако жители укрылись на маленьком горном острове Агихан. Несколько испанских солдат были убиты камнями и копьями при попытке приблизиться, и де Кирога отступил на Сайпан, ожидая, пока 20 сакманов ополчения чаморро догонят его. На Сайпане де Кирога столкнулся лишь с символическим сопротивлением, преследуя сайпанских воинов в течение нескольких дней. Однако он обещал населению, что не будет мстить, если миссионерам разрешат работать на островах в будущем.
Вернувшись на Тиниан со своими союзниками-чаморро, де Кирога вновь обнаружил, что всё население отступило на Агихан. Де Кирога сделал людям Тиниана то же предложение, что и на Сайпане, но они не ответили. Затем он сжёг дома на Тиниане в качестве предупреждения, но тоже не получил ответа. Испанцы блокировали Агихан, чтобы повстанцы не могли получить еду и воду, прежде чем, наконец, напрямую атаковать остров. Несколько защитников были убиты, а некоторые, ожидавшие казни, бросились со скал, но никто не сопротивлялся, когда испанские войска достигли возвышенности. Несколько человек, причастных к убийству священника, были казнены. Кирога объявил, что все жители Тиниана должны переехать на Гуам. Некоторые жители Тиниана бежали на северные острова, спасаясь от испанского контроля, но никто не осмелился остаться на Тиниане, и вскоре остров был заброшен.
Более 300 из 2000 человек, живших на Гани, восьми небольших островах севера Марианских островов, были переселены на Сайпан. Когда иезуитский пастор Сайпана понял, что люди из Гани начали пробираться обратно на свои родные острова, он призвал нового губернатора Гуама Хосе Мадрасо завершить сокращение севера. В сентябре 1698 года двенадцать испанских солдат и флот из 112 сакманов чаморро отплыли к Гани. Напуганные численностью войск, жители Гани согласились сделать всё, что пожелают испанцы. 1900 жителей Гани были переселены, некоторые временно на Сайпан, до окончательного поселения на юге Гуама в 1699 году. Завершение этого процесса стало последней фазой насилия и переселения деревень, которые начались 29 лет назад.